# Ava Lustra
Ava Lustra, née le 19 septembre 1971 à Chester Heights, Pennsylvanie, est une actrice pornographique américaine, active pendant les années 1990 et le début des années 2000. Elle a joué dans au moins 13 films, principalement dans des productions consacrées aux grosses poitrines ou au fétichisme du pied. Elle a obtenu l'AVN Award de la meilleure allumeuse (Best Tease Performance) en 1999 pour son rôle dans Leg Sex Dream.

## Filmographie
- Leg Sex Dream
- Foot Fuckin' Freaks 2
- Hot Wet Sex
- Tit to Tit 2000
- Leg Sex Dream
- Simply More Soles
- On Location in Fantasy Island
- Every Woman Has a Foot Fantasy
- Busty Debutantes 2
- Tit to Tit 5
- Girls Around the World 29
- Thunder Boobs